# Паран (Мазендеран)
Паран (перс. پرن) — село в Ірані, у дегестані Челав, у Центральному бахші, шагрестані Амоль остану Мазендеран. За даними перепису 2006 року, його населення становило 86 осіб, що проживали у складі 20 сімей.

## Клімат
Середня річна температура становить 14,49°C, середня максимальна – 28,26°C, а середня мінімальна – 0,59°C. Середня річна кількість опадів – 503 мм.
| Клімат поселення                              | Клімат поселення | Клімат поселення | Клімат поселення | Клімат поселення | Клімат поселення | Клімат поселення | Клімат поселення | Клімат поселення | Клімат поселення | Клімат поселення | Клімат поселення | Клімат поселення | Клімат поселення |
| Показник                                      | Січ.             | Лют.             | Бер.             | Квіт.            | Трав.            | Черв.            | Лип.             | Серп.            | Вер.             | Жовт.            | Лист.            | Груд.            |                  |
| Середній максимум, °C                         | 8,32             | 9,38             | 12,03            | 17,38            | 21,24            | 25,43            | 28,26            | 28,15            | 25,14            | 20,87            | 15,83            | 10,80            |                  |
| Середня температура, °C                       | 4,46             | 5,52             | 8,16             | 13,52            | 17,38            | 21,56            | 23,98            | 23,86            | 20,84            | 16,59            | 11,54            | 6,48             |                  |
| Середній мінімум, °C                          | 0,59             | 1,66             | 4,31             | 9,65             | 13,53            | 17,71            | 19,66            | 19,56            | 16,55            | 12,29            | 7,24             | 2,21             |                  |
| Норма опадів, мм                              | 57               | 47               | 49               | 30               | 27               | 18               | 13               | 22               | 40               | 76               | 64               | 60               |                  |
| Середньомісячна швидкість вітру, м/с          | 1.63             | 2.36             | 2.80             | 2.67             | 2.29             | 1.92             | 1.92             | 1.93             | 1.80             | 1.80             | 1.88             | 1.72             |                  |
| Середньомісячна сонячна радіація, кДж/м²·день | 8870             | 11200            | 13434            | 16616            | 20160            | 22135            | 21905            | 19887            | 16798            | 13038            | 10287            | 8370             |                  |
| --------------------------------------------- | ---------------- | ---------------- | ---------------- | ---------------- | ---------------- | ---------------- | ---------------- | ---------------- | ---------------- | ---------------- | ---------------- | ---------------- | ---------------- |
| Джерело:                                      |                  |                  |                  |                  |                  |                  |                  |                  |                  |                  |                  |                  |                  |